# Shu-Aib Walters
Shu-Aib Walters, född 26 december 1981 i Kapstaden, är en sydafrikansk fotbollsspelare som spelar för Cape Town City FC i Premier Soccer League.